# Donna Summer
Donna Summer (Boston, Massachusetts, 1948. december 31. – Naples, Florida, 2012. május 17.) ötszörös Grammy-díjas amerikai énekesnő, színésznő. Az 1970-es évek Amerikájának egyik legnagyobb diszkósztárja, Amanda Lear és Grace Jones nagy riválisa. Egyike volt azon kevés diszkósztárnak, akik a műfaj hanyatlásával sem merültek feledésbe: az 1980-as és az 1990-es években, sőt még az új évezredben is szerepelt a slágerlistákon. Repertoárja közben R&B, rock és gospel stílusú dalokkal bővült. Számos rangos zenei díjat kapott, lemezei több mint 120 millió példányban fogytak el világszerte, így minden idők egyik legsikeresebb előadója.

## Pályafutása

### A kezdetek
Donna Summer, eredeti nevén Ladonna Adrian Gaines egy vallásos keresztény család hét gyermekének egyike. Ahogyan az ilyen családokban gyakran megesett, egy templomi kórus tagjaként kezdett el énekelni. Tinilányként viszont Janis Joplin művészete hatott rá, ezért csatlakozott a The Crow nevű rockegyütteshez. 18 évesen otthagyta az iskolát, és elköltözött otthonról, mert szerepet kapott a sikeres Broadway-darabban, a Hairben. A társulat az előadást áthozta az NSZK-ba, ahol Donna más musicalekben is színpadra léphetett. Új otthonául Münchent választotta. 1971-ben Donna Gaines néven megjelent első kislemeze, a Sally Go 'Round the Roses, de a korong nem lett sikeres, ahogyan a következő (If You're Walkin' Alone) sem. Donna tehát továbbra is a színészi munkájából élt, illetve háttérvokálokat énekelt mások lemezein. Megismerkedett Helmut Sommer osztrák színésszel, akihez 1972-ben feleségül ment. Házasságuk 1976-ban felbomlott, ám Donna megtartotta férje családnevének angol változatát, a „Summer”-t.

### Sorsdöntő találkozás
Háttérénekesnői munkája során Donna találkozott Giorgio Moroder és Pete Bellotte zeneszerző-producerekkel. A zenei szakemberek felismerték a lehetőséget a fiatal énekesnőben, és szerződést kötöttek vele. Ennek eredményeként jelent meg Summer első albuma, a Lady of the Night, rajta a The Hostage című felvétellel, amely Franciaországban, Belgiumban és Hollandiában a slágerlista élére került, az NSZK-ban pedig a 2. helyig jutott. Az album címadó dala, a Lady of the Night kislemezen szintén sikeresnek bizonyult.

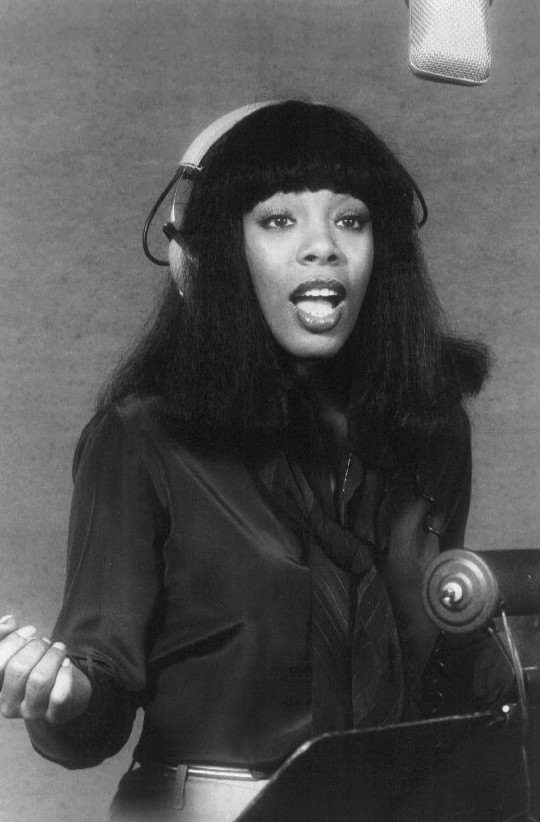
1977-ben egy stúdiófelvételen

1975 nyarán Donna egy új dal ötletét vetette fel producereinek, melyhez már szöveget is írt. Moroder érdekesnek találta az ötletet, de az ő elképzelése más volt. Azt javasolta, hogy a dalt az orgazmus különböző fokozatait imitálva erotikus nyögések és sóhajtozások kíséretében vegyék lemezre, az egyre népszerűbb diszkózene jegyében. Ez nem valami kósza, aberrált ötlet volt Moroder részéről: az ügyes producer figyelmét nem kerülte el, hogy a filmszínházakban ekkoriban tetőzött az erotikus filmek hulláma. Az erotika iránti felfokozott igényt ügyesen kihasználni nem volt rossz stratégia, de a vallásos családból származó Donna idegenkedett producere ötletétől. Végül beleegyezett abba, hogy demót készítsenek a dalból, a végső változatot pedig majd egy másik énekessel (a lehetséges jelölt a Silver Convention szólistaként is dolgozó tagja, Penny McLean volt) vegyék fel. A stúdiómunka során Donna állítólag néha elfelejtette az eredeti szöveget, s olyankor improvizált. Moroder el volt ragadtatva, és újra szóba hozta, hogy mégis Donna előadásában dobják piacra a felvételt. Summer vonakodva beleegyezett, és a kislemez rövidesen napvilágot látott. A mérsékelt fogadtatás látszólag az énekesnő aggályait igazolta, ám az egyik példány eljutott a tengerentúli Casablanca Records elnökéhez. Neil Bogart tetszését megnyerte a dal, ezért egy 20 perces változatot rendelt Morodertől. Moroder, Bellotte és Summer végül egy 17 perces verziót készítettek, melynek a Love to Love You Baby címet adták. A Casablanca szerződést írt alá az énekesnővel az amerikai terjesztésre, s 1975 novemberében piacra dobták a felvételt.

### Erotikus diszkókirálynő
A Love to Love You Baby valóságos bombaként robbant a könnyűzene piacán, melynek köszönhetően megszületett Donna Summer első, tengerentúli listavezető slágere. A felvétel terjedelme követendő példa lett a diszkózene sikergyárosai számára: Cerrone, Alec R. Constandinos és a műfaj más akkori sztárjai is hasonló hosszúságú szerzeményekkel jelentkeztek a poppiacon. Még 1975-ben megjelent Donna újabb nagylemeze is (az Egyesült Államokban az volt az első LP-je), melynek természetesen Love to Love You Baby volt a címe. Az „A” oldal teljes egészében a nagy sláger 17 perces változatát tartalmazta. A korong rövidesen aranylemez lett. Népszerűségét az sem gátolta, hogy bizonyos rádióállomások megtagadták a szexuálisan túlfűtött címadó sláger játszását. (Korábban a The Hostage is felkavarta a kedélyeket egyes európai országokban.) A könnyűzenei sajtó mind gyakrabban emlegette az énekesnőt „a szerelem First Ladyje”-ként. A Summernek kevéssé tetsző imázst két következő nagylemeze, az A Love Trilogy és a Four Seasons of Love is megerősítette. Az A Love Trilogyn található azonban egy olyan dal, a Could It Be Magic, amely azt sejtette, hogy Donna énekelni is jól tud, nem csupán kívánatosan nyögni és sóhajtozni.
Ezt 1977-es albuma, az I Remember Yesterday is bizonyította. Moroder, Bellotte és Summer szándéka az volt, hogy diszkózenével párosítsák a múlt, a jelen és a jövő hangzásvilágát. Főleg az utóbbit tűnt nehéznek megvalósítani. Éppen ezért a jövőt megelőlegező I Feel Love című szerzemény eredetileg csupán egy kitűnő R&B ballada, a Can't We Just Sit Down (And Talk It Over) című kislemez „B” oldalaként jelent meg. A siker elképesztő volt: a mély átéléssel előadott balladára a közönség alig figyelt, ám a techno- és elektronikus zenei elemeket a popzenében elsőként alkalmazó I Feel Love mindenhol a toplisták csúcsait ostromolta. 1982-ben Patrick Cowley, a fiatalon elhunyt diszkómágus készített egy újabb változatot. Az eredeti felvételt új zenei elemekkel körülbelül 15 percesre bővítette: a siker akkor sem maradt el. 1977-ben még egy Donna Summer-album látott napvilágot, a Once Upon a Time, egy „mini diszkómusical”, amely számos rajongó szerint a sztár egyik legjobb munkája.

### Magasságok és mélységek
1977-ben Donna elénekelte A mélység (The Deep) című kalandfilm betétdalát (Down, Deep Inside), majd a következő évben egyenesen főszerepet kapott a Thank God It's Friday című zenés filmben. Maga a mű lesújtó kritikákban részesült, s rögvest véget vetett Donna filmszínésznői karrierjének. Az egyik betétdal, a Last Dance viszont óriási sláger lett, elnyerte a legjobb filmdalnak járó Oscar-díjat is, melyet a szerző, Paul Jabara kapott. Donna énekét Grammy-díjjal jutalmazták. A film soundtrackje számára Summer egy teljes lemezoldalnyi terjedelemben dolgozta fel Serge Gainsbourg és Jane Birkin erotikus örökzöldjét, a Je t'aime (moi non plus)-t, természetesen a Love to Love You Baby stílusában.
1978-ban Live and More címmel koncertlemezt is kiadott, melyen elénekelte azt a dalt, melyet Helmut Sommertől született kislányának, Miminek írt: a Mimi’s Song bevételeit később jótékony célokra a UNICEF-nek adományozta. A dupla album legnagyobb meglepetése azonban a MacArthur Park bravúros feldolgozása volt, mellyel Donna minden kétkedőt meggyőzött kivételes előadói képességeiről. A dal eredetijét valaha a világhírű színész, Richard Harris vitte sikerre. A koncertlemezen található bő 17 perces változatot két másik szerzeménnyel kombinálták. Az egyik a Heaven Knows volt, melynek felvételén a Brooklyn Dreams nevű együttes is közreműködött. A zenekar vezetője, Bruce Sudano és Donna között gyengéd szálak szövődtek, s a romantikus kapcsolat tartósnak bizonyult. 1980. július 16-án összeházasodtak. Az évek során két gyermekük született, Brooklyn és Amanda. 2008 végén a házastársak még mindig boldogan éltek együtt, közben Donna háromszoros nagymama lett. Mimi és Amanda édesanyjukkal lépnek fel, Brooklyn tévéműsorokban szerepel.
A boldogságig azonban rögös volt az út. Sikerei csúcsán Donna súlyos ideg-összeroppanást kapott. Mindig is nyomasztotta „a diszkó szexistennője” imázs, szüleitől pedig annyira távol állt a Love to Love You Baby világa, hogy Donna édesanyja el sem akarta hinni, hogy a lemezen lánya megtévesztően hitelesnek hangzó erotikus nyögései és sóhajtozásai hallhatók. Summer évekkel később bevallotta, hogy ekkoriban az öngyilkosság gondolatával foglalkozott. Lelki békéjét végül a keresztény vallásban találta meg, melynek 1979-től elkötelezett híve volt.

### A tetőpont
Donna 1979-es dupla albuma, a Bad Girls mérföldkő és határvonal az énekesnő pályáján. Nem csupán az akkori jelen divatját, a diszkót képviseli, hanem rock, blues, soul és elektronikus zenei elemei miatt már a jövő felé mutat. A több mint 7 millió példányban elkelt dupla LP hatása olyan későbbi sztárok zenéjében mutatható ki, mint például a Eurythmics, a New Order, a Depeche Mode, a Pet Shop Boys, Madonna és a Bronski Beat, nem beszélve a különféle new wave- és technoegyüttesekről. A Bad Girls LP 5 nagy slágere közül kettő listavezető is volt: a Hot Stuff és a címadó szerzemény. Előbbiért Donna újabb Grammy-díjat vehetett át, ráadásul – első színes bőrű előadóként – rock kategóriában. Az album más rekordokat is eredményezett. Summer volt az első énekesnő, akinek egyszerre két slágere szerepelt a tekintélyes Billboard Hot 100 toplistájának első három helyezettje között. Néhány héttel később megismételte a rekordot az LP másik dalával, a Dim All The Lights cíművel, illetve a No More Tears (Enough Is Enough) című új duettel, melyben Barbra Streisand volt a partnere. A Dim All The Lights-hoz még egy rekord fűződik: Summer 16 másodpercen keresztül tartja ki benne ugyanazt a hangot, s ezt állítólag azóta se csinálta utána más énekesnő.
1979-ben került a boltokba az On The Radio: Greatest Hits Volumes 1 & 2 című válogatásalbum, amely a tengerentúlon a sikerlisták csúcsára jutott. A dupla album (Donnától már a második abban az évben, és mindkettő listavezető lett!) 2 új szerzeményt is tartalmazott, melyek nagy sikert arattak. Az egyik, az On The Radio eredetileg a Rókák (The Foxes) című film betétdalaként íródott, a válogatáslemezen kétféle változatban is hallható. A másik, a már említett No More Tears (Enough Is Enough) egy duett Barbra Streisanddel. (A nagylemezen több mint 10 perces verzióban szerepel.) Állítólag vita támadt arról, hogy ki a nagyobb sztár, kinek a neve szerepeljen előbb a lemezborítón. Kompromisszumos megoldás született, Summer neve került előre, a borítón viszont Streisand magasabbnak látszik, holott a valóságban ő az alacsonyabb: a hiányzó centimétereken néhány telefonkönyv segített, melyekre az énekesnő felállt. Mindkét művésznőt saját lemezcége fizette, de a pontos összegeket nem hozták nyilvánosságra.
A stílusváltással együtt Donna lemezcéget is váltott. Mikor rendezhetetlennek tűnő nézeteltérések miatt szakított a Casablanca Recordsszal, megfordult a fejében, hogy visszavonul. Végül elfogadta David Geffen előnyös ajánlatát, és átszerződött a Geffen Recordshoz.

### Túl a diszkón
Első albuma az új cégnél, a The Wanderer (1980) azonban a vártnál mérsékeltebb fogadtatásban részesült. A címadó felvételen kívül csupán a Cold Love ért el említésre méltó sikert. Geffen szerint változtatásra volt szükség, ezért az 1981-es dupla albumot, a soul, R&B és diszkó jegyében készült I’m a Rainbow-t nem jelentette meg. Donna a megújulás szükségessége miatt megszakította az együttműködést Giorgio Moroderrel. Következő nagylemeze producerének nem kisebb személyiséget kért fel, mint Quincy Jones. A Donna Summer című album a sztár egyik legjobb lemeze lett. A Love Is In Control (Finger On The Trigger) újra a slágerlisták élvonalába juttatta az énekesnőt, a State of Independence című kislemez pedig méltó folytatásnak bizonyult. A dal eredetijét nem sokkal korábban Jon Anderson és Vangelis közösen vitték sikerre. Summer változatában Eric Clapton gitározott, a háttérvokál egyik tagja pedig Michael Jackson volt. Szép sikert könyvelhetett el a Woman In Me című ballada is, de érdemes említést tenni Bruce Springsteen szerzeményéről, a Protectionről is, vagy a soul olyan gyöngyszeméről, mint a Lush Life, melyet Donna nagy elődeihez méltón adott elő.
1983-ban a She Works Hard for the Money című nagylemezzel Summer a Bad Girls LP-hez fogható sikert könyvelhetett el. A címadó dal valóságos feminista himnusz lett, a hozzá forgatott videóklipből pedig a zenei tévécsatornák állandó műsorszáma vált. Nem túl jó üzleti érzékről tanúságot téve Geffen lemezcége elutasította az album kiadását, ezért Donna a PolyGramnak ajánlotta fel az anyagot, hogy ezzel rendezze azokat az anyagi követeléseket, melyek korábbi cége, a Casablanca Records részéről fennálltak. A PolyGram leányvállalata, a Mercury Records nemcsak hogy nagy eladásokat produkált az énekesnő új lemezével, de különféle válogatásokat is kiadott Donna korábbi diszkóslágereiből, megtoldva azokat az aktuális sikerszámokkal. Mindez nem tett jót Summer és Geffen együttműködésének. A She Works Hard for the Money album másik felvétele, az Unconditional Love ugyancsak népszerű lett, főleg az amerikai MTV-nek köszönhetően, a Geffennél megjelent újabb albumok (Cats Without Claws; All Systems Go) azonban igencsak szerény érdeklődést keltettek. 1988-ban ezért Summer átszerződött az Atlantic Recordshoz. A rajongók azt pletykálták, hogy a döntés hátterében valójában az állt, hogy Geffen nemcsak az I'm A Rainbow albumot tartotta vissza, hanem az énekesnőnek egyéb kiadatlan anyagai is maradtak a cégnél. (2008 végéig azonban ezekből az állítólag létező felvételekből semmi nem jelent meg, csupán az I'm a Rainbow került végül piacra 1996-ban, szintén a PolyGram kiadásában.)

### Visszatérés a diszkóhoz
Az 1980-as évek második felében az európai slágerlistákat a Stock–Aitken–Waterman-trió szerzeményei uralták olyan új sztárok előadásában, mint például a Dead or Alive, Hazell Dean, Mel and Kim, Sinitta, Rick Astley és Kylie Minogue. Donna is a trió közreműködésével készítette el 1989-es nagylemezét: az Another Place and Time a diszkóhoz való visszatérést jelentette, természetesen az akkoriban aktuális hangzásvilágnak megfelelően. A korongból platinalemez lett, köszönhetően az olyan slágereknek, mint a This Time I Know It's for Real vagy az I Don't Wanna Get Hurt. Ennek ellenére Donna visszatérése a diszkóhoz csupán átmeneti volt, tervezett második nagylemeze a trióval különböző problémák miatt már nem jelent meg.

### Az 1990-es évektől haláláig
A Mistaken Identity (1991) érdekes, ám visszhangtalan zenei kísérlet volt. 1992-ben Donna csillagot kapott a hollywoodi Hírességek sétányán. 1993-ban került az üzletekbe a The Donna Summer Anthology című dupla válogatás, amely kitűnő keresztmetszetet adott az énekesnő addigi pályafutásáról. Ezen a korongon volt hallható először a kiadatlan I'm a Rainbow két felvétele, illetve egy vadonatúj dal (Carry On), amelyet Donna hosszabb szünet után ismét Giorgio Moroder társaságában készített. A következő év egy újabb válogatásalbumot hozott (Endless Summer: Greatest Hits), rajta egy új dallal, amely a diszkókban sikeresnek bizonyult: Melody Of Love (wanna be loved). Ugyanabban az esztendőben egy karácsonyi nagylemez is napvilágot látott, melyen Donna gospel stílusban énekelt. 15 évig ez a korong volt az énekesnő utolsó stúdióalbuma.

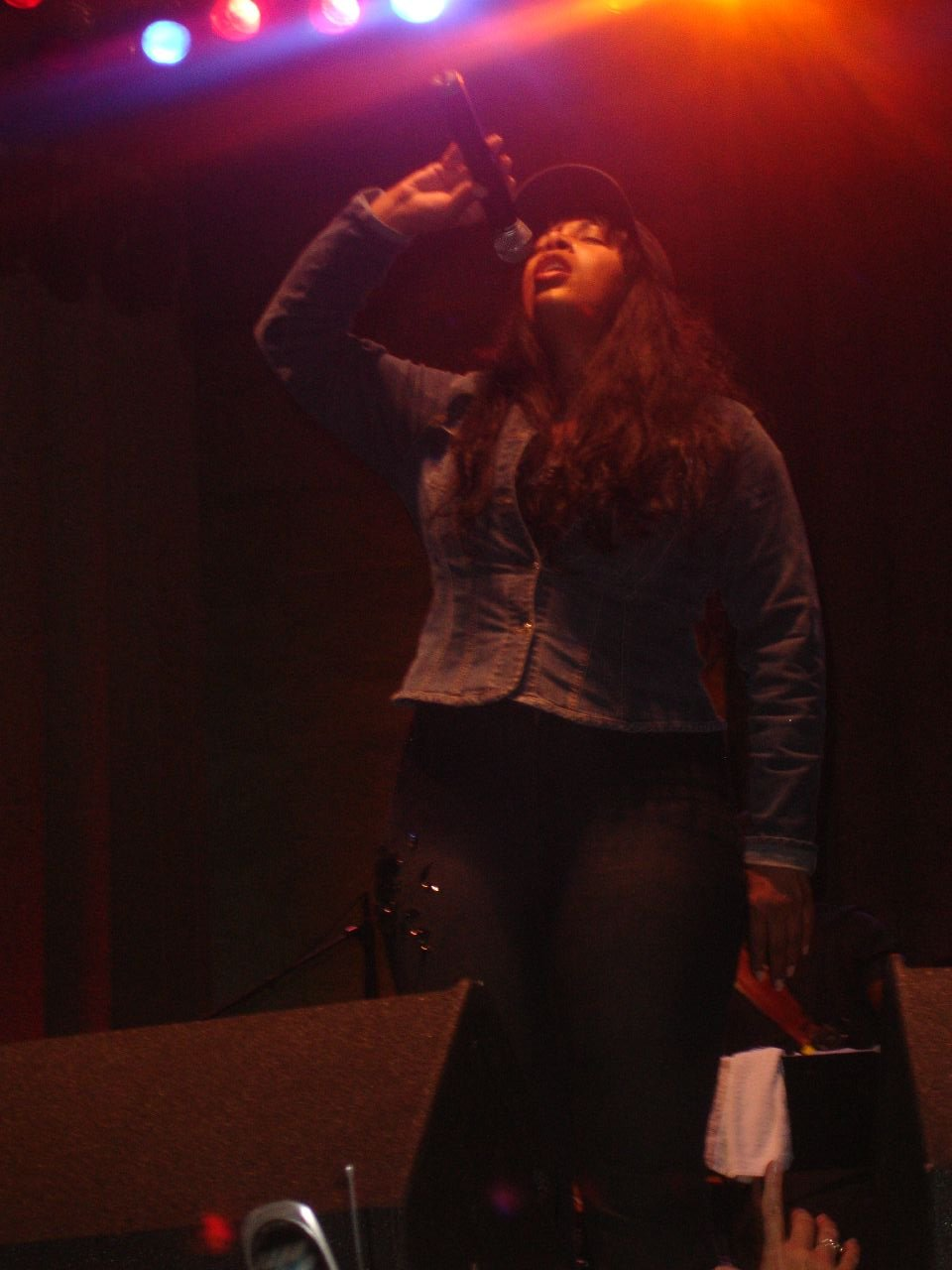
2005-ben

A '90-es évek második felében Donna Summer neve remixek jóvoltából szerepelt a slágerlistákon. 1995-ben emlékezetes slágere, az I Feel Love jelent meg új változatban, s a brit toplistán a 8. helyig jutott. A következő esztendőben a State of Independence remixe vált népszerűvé, 1998-ban pedig az 5 évvel korábbi dal, a Carry On újrakevert változata lett nagy sláger. Ez utóbbi remix szakmai elismerést is hozott: a popdíva újabb Grammy-díjat kapott „dance music” (tánczene) kategóriában. 1999-ben a VH1 égisze alatt nagy sikerű koncertet adott, melynek anyaga CD-n, sőt DVD-n is megjelent. A Live & More Encore alkalmából két újabb Donna Summer-felvétel került a piacra, a Love Is the Healer és az I Will Go With You (Con Te Partiro). (Ez utóbbi Sarah Brightman nagy slágerének – Time to say Goodbye – feldolgozása.) The Power of One címmel Donna énekelte a Pokémon 2000-es mozifilmváltozatának egyik betétdalát.
2003-ban az énekesnő szerepelt az ITV1 Discomania című show-műsorában, melyben néhány nagy slágerét énekelte, köztük a No More Tears (Enough is Enough) címűt, ezúttal a Westlife társaságában. A műsor legsikeresebb dalai lemezen is megjelentek, s hozzájárultak ahhoz, hogy Donna aktuális válogatáslemeze, a The Journey: The Very Best of Donna Summer bekerüljön a brit Top 10-be. 2004. szeptember 20-án az énekesnőt az elsők között vették fel az újonnan létrehozott New York-i Dance Music Hall of Fame hírességei közé, rögtön két kategóriában. Mint előadó, a megtiszteltetés olyan legendákkal együtt érte, mint a Bee Gees és Barry White, másrészt az I Feel Love is bekerült a műfaj legmeghatározóbb slágerei közé. Még ugyanabban az évben Donna újabb kislemezeket is kiadott, melyek felkerültek a Billboard tánczenei sikerlistájának legjobbjai közé: You're So Beautiful; I Got Your Love.
Donna Summer és családja az új évezredben a Tennessee állambeli Nashville-ben élt. 2006-ban megállapodott a Pure Tone Music nevű független lemezcéggel, és szó volt arról, hogy 2007 tavaszán újabb nagylemezzel örvendezteti meg rajongóit. Az Ordinary Girl címmel tervezett lemeznek állítólag politikai vonatkozásai is lettek volna. 2008 májusában Crayons címmel adták ki új albumát, melyről ezt nyilatkozta: „különféle színek és stílusok sereglete lesz a lemez, megtűzdelve utalásokkal különböző népek hagyományos zenéire. Az álmom az, hogy az embereket a zene a gyerekkorukra emlékezteti majd, arra az örömre és csodálkozásra, amit akkor éreztek, mikor az első doboz zsírkrétájuk által megnyitott csodás világot fedezték fel.” A nagylemez a megjelenés hetében a 17. helyen indult a slágerlistán, ami a legjobb kezdő helyezésnek számít az énekesnő pályafutásában. Az albumról elsőként kimásolt két kislemez, az I'm a Fire és a Stamp Your Feet Donna Summer 19. és 20. listavezető slágere lett a Billboard kislemezlistáján, illetve a 28. és 29. olyan dala, amelyek ugyanott bekerültek a Top 10-be.
2012. május 17-én reggel 63 évesen halt meg a Nápolyról elnevezett floridai Naplesben, halálát tüdőrák okozta.

## Érdekességek, botrányok
- Egy időben Amanda Learhez hasonlóan Donna Summerről is azt pletykálták, hogy valójában nem nő, hanem egy női ruhába öltözött férfi. A The Arsenio Hall Show című népszerű amerikai tévéműsor 1989-es adásainak egyikében az énekesnőt szembesítették ezzel a híreszteléssel. Még kínosabb ügy volt, hogy a '80-as évek elején, az AIDS drámai elterjedésének időszakában a díva állítólag melegellenes kijelentéseket tett, melynek eredményeként számos meleg szórakozóhelyen éveken át nem játszották a homoszexuálisok körében egyébként igen népszerű Donna dalait.
- 1979. augusztus 2-án, 16.45-kor Donna slágere, a MacArthur Park szerepelt a WABC rádióállomás műsorán, amikor a műsorvezető, Howard Cosell megszakította az adást, és bejelentette a New York Yankees fogója és csapatkapitánya, Thurman Munson tragikus repülőgép-balesetének hírét. 16 hónappal később Cosell egy másik tragikus hírrel is kénytelen volt megszakítani az adást: akkor John Lennon halálhírét jelentette be.
- 1991-ben, az öbölháború idején az amerikai rádióállomások más dalokkal együtt tiltólistára tették[6] a State Of Independence című számot is, mert úgy vélték, a felvétel nemkívánatos módon befolyásolná a lakosságot.
- Donna Summer öt alkalommal kapott Grammy-díjat. Ő volt az első színesbőrű előadó, aki rock kategóriában elnyerte a rangos elismerést, ezenkívül a legelső díjazott művész volt dance music (tánczene) kategóriában. R&B és gospel kategóriákban ugyancsak díjazták az évek folyamán.
- Donna Summer volt az első női előadó, aki ugyanazon esztendőben (1979) három egymást követő albumával és három kislemezének mindegyikével a slágerlista élére jutott.
- 1976 (Love to Love You Baby) és 1984 (There Goes My Baby) között az énekesnőnek minden évben volt egy olyan slágere, amely a Billboard Hot 100 slágerlistán bekerült a Top 40-be.
- A lemezeladások révén a Billboard ranglistáján Donna Summer a 8. legsikeresebb női előadóművész, a 24. helyen. Kolléganői közül Madonna (2.), Mariah Carey (6.), Janet Jackson (7.), Whitney Houston (9.), a The Supremes (14.), Olivia Newton-John (18.) és Aretha Franklin (19.) előzik meg őt.

## Ismertebb lemezei

### Kislemezek
- 1971 Sally Go 'Round the Roses (Donna Gaines néven)
- 1972 If You're Walkin' Alone (Donna Gaines néven)
- 1973 Denver Dream
- 1974 The Hostage
- 1974 Lady of the Night
- 1975 Love to Love You – Part 1
- 1975 Virgin Mary
- 1975 Love to Love You Baby
- 1976 Could It Be Magic
- 1976 Try Me, I Know We Can Make It
- 1976 Spring Affair
- 1977 Winter Melody
- 1977 Theme from 'The Deep' (Down, Deep Inside)
- 1977 I Remember Yesterday
- 1977 Can’t We Just Sit Down (And Talk It Over)
- 1977 I Feel Love
- 1977 I Love You
- 1977 Love's Unkind
- 1978 Back In Love Again
- 1978 Rumour Has It
- 1978 Last Dance
- 1978 MacArthur Park
- 1979 Heaven Knows (a Brooklyn Dreams közreműködésével)
- 1979 Hot Stuff
- 1979 Bad Girls
- 1979 Dim All the Lights
- 1979 No More Tears (Enough Is Enough) (duett Barbra Streisanddel)
- 1980 Sunset People
- 1980 On the Radio
- 1980 Walk Away
- 1980 The Wanderer
- 1980 Cold Love
- 1981 Who Do You Think You’re Foolin’
- 1982 Love Is in Control (Finger On The Trigger)
- 1982 State of Independence
- 1982 Woman in Me
- 1982 I Feel Love (Patrick Cowley remixe)
- 1983 She Works Hard for the Money
- 1983 Unconditional Love (a Musical Youth közreműködésével)
- 1983 Love Has a Mind of It's Own (Matthew Ward közreműködésével)
- 1984 There Goes My Baby
- 1984 Supernatural Love
- 1984 Stop Look and Listen
- 1985 Eyes
- 1987 Dinner with Gershwin
- 1987 Only the Fool Survives (Mickey Thomas közreműködésével)
- 1988 All Systems Go
- 1989 This Time I Know It's for Real
- 1989 I Don't Wanna Get Hurt
- 1989 Love's About to Change My Heart
- 1989 When Love Takes Over You
- 1990 State of Independence (újrakiadás)
- 1991 Breakaway
- 1991 Work That Magic
- 1991 When Love Cries
- 1994 Melody of Love (wanna be loved)
- 1995 I Feel Love (a Masters At Work közreműködésével)
- 1996 Whenever There Is Love (Bruce Roberts közreműködésével)
- 1996 State of Independence (1996 Remix)
- 1997 Carry On (Giorgio Moroder közreműködésével)
- 1999 I Will Go With You (Con Te Partiro)
- 1999 Love Is the Healer
- 2000 The Power of One
- 2004 You're So Beautiful
- 2004 Dream-A-Lot's Theme (I Will Live for Love)
- 2005 I Got Your Love
- 2006 Power of Love
- 2008 I'm a Fire
- 2008 Stamp Your Feet
- 2008 Sand on My Feet
- 2008 Fame (The Game)

### Albumok
- 1974 Lady of the Night
- 1975 Love to Love You Baby
- 1976 A Love Trilogy
- 1976 Four Seasons of Love
- 1977 I Remember Yesterday
- 1977 Once Upon a Time
- 1978 Live and More
- 1979 Bad Girls
- 1980 The Wanderer
- 1981 I'm a Rainbow (csak 1996-ban adták ki!)
- 1982 Donna Summer
- 1983 She Works Hard for the Money
- 1984 Cats Without Claws
- 1987 All Systems Go
- 1989 Another Place and Time
- 1991 Mistaken Identity
- 1994 Christmas Spirit
- 1999 Live & More Encore
- 2008 Crayons

### Válogatások
- 1977 Star Collection (NSZK)
- 1977 Greatest Hits (Egyesült Államok)
- 1977 The Greatest Hits of Donna Summer (Anglia)
- 1977 Greatest Hits (Hollandia)
- 1977 Star Gold (NSZK)
- 1978 Lo Mejor De Donna Summer Volume 1 (Argentína)
- 1978 Lo Mejor De Donna Summer Volume 1 (Argentína)
- 1979 On The Radio: Greatest Hits Volumes 1 & 2
- 1979 Wereldsuccessen (Hollandia)
- 1980 Walk Away: Collector's Edition
- 1985 The Summer Collection: Greatest Hits
- 1987 The Dance Collection: A Compilation of Twelve Inch Singles
- 1990 12"ers (Japán)
- 1990 The Best of Donna Summer (csak Európában)
- 1991 The Complete Hits Collection (4 CD box set) (Japán)
- 1991 Donna Summer Best (Japán)
- 1991 The Dance Collection (Franciaország)
- 1993 The Donna Summer Anthology
- 1994 Donna Summer Retrospective (box set of back-to-back 12" singles) (Egyesült Államok)
- 1994 The Complete Donna Summer (Egyesült Államok)
- 1994 Endless Summer: Greatest Hits
- 1995 Greatest Hits (Franciaország, az Endless Summer alternatív kiadása)
- 1996 This Time I Know It's for Real (Egyesült Államok)
- 1997 Master Series (Európa)
- 1998 Greatest Hits (Egyesült Államok)
- 1999 Millennium Edition (Európa)
- 2001 Greatest Hits (Franciaország)
- 2003 The Best of / Millennium Collection (Egyesült Államok)
- 2003 The Journey: The Very Best of Donna Summer
- 2005 Gold (Egyesült Államok)
- 2005 Chronicles (három híres korai sorlemez gyűjteményes kiadása, Egyesült Államok)